# Aeroporto di Atyrau
L'aeroporto di Atyrau (IATA: GUW, ICAO: UATG), precedentemente conosciuto con il nome di aeroporto di Guriev (in russo: Аэропорт Атырау) è un aeroporto kazako situato a circa 10 chilometri a ovest-nord-ovest della città di Atyrau nell'omonima regione, nell'ovest del Paese non distante dal mar Caspio. La struttura è dotata di una pista di asfalto lunga 3000 m, l'altitudine è di -22 m, l'orientamento della pista è RWY 14-32. L'aeroporto è aperto al traffico commerciale.
Nel 2015 è stato proposto di intitolare l'aeroporto a Xïwaz Qaýırqızı Dospanova, pilota kazaka eroina della seconda guerra mondiale.